# Bato Badmajew
Bato Dampiłowicz Badmajew (ros. Бато Дампилович Бадмаев; ur. 8 czerwca 1985) – rosyjski zapaśnik startujący w stylu wolnym. Dziewiąty w Pucharze Świata w 2013. Trzeci w mistrzostwach Rosji w 2012 roku.